# Transmissão (física)
Em Física, relaciona-se à transmissão a parcela da energia incidente que não é absorvida nem refletida.  
O meio de transmissão de dados serve para oferecer suporte ao fluxo de dados entre dois pontos. Usamos o termo linha para designar o meio de transmissão usado entre esses pontos. Essa linha pode ser de um par de fios, um cabo coaxial, fibras ópticas, comunicação por radiofrequência ou até mesmo por satélites. Desta forma, podemos afirmar que o ar é também um meio de transmissão.
Transmissões podem ser do tipo digital e analógica. 
 

Deve-se diferenciar transmissão digital de sinal digital, da mesma forma como transmissão analógica e sinal analógico.
1. ↑  «Entenda a diferença entre sinal analógico e digital». TechTudo. 7 de fevereiro de 2023. Consultado em 22 de setembro de 2024